# Hodan Nalayeh
Hodan Nalayeh (arabe : هودان نالايآه, née en 1976 et morte le 12 juillet 2019) est une personnalité canado-somalienne du monde des médias.

## Biographie
Nalayeh naît en 1976 en Somalie. Elle grandit dans une famille nombreuse, ayant quatre frères et sept sœurs.
En 1984, alors qu'elle a six ans, sa famille émigre au Canada. D'abord installés à Edmonton, en Alberta, ceux-ci déménagent à Toronto en 1992.
Nalayeh fréquente le West Humber Collegiate Institute (en), une école secondaire d'Etobicoke. Elle étudie par la suite à l'université de Windsor, où elle obtient un B.A. en communication. Elle obtiendra également un certificat en journalisme au Seneca College.
Nalayeh travaille dans le monde des médias pendant 13 ans, participant à la production de plusieurs émissions de télévision telles American Idol et So You Think You Can Dance.

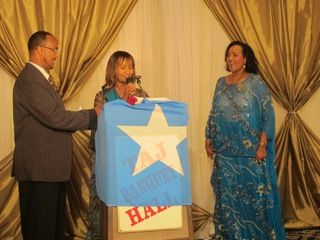
Hodan Nalayeh et Hassan Abdillahi, rendant hommage à l'artiste somalien Saado Ali Warsame (Toronto, 2011).

En septembre 2013, Nalayeh est nommée vice-présidente aux ventes et au développement de la programmation de Cameraworks Productions.
En mars 2014, Nalayeh devient animatrice de l'émission Integration: Building A New Cultural Identity, diffusée dans la nuit du samedi sur CityTV.
Le 12 juillet 2019, Hodan Nalayeh et son mari Farid Juma Suleiman sont tués lors de l'attentat de l'hôtel Asasey de Kismaayo, en Somalie,,,. L'attaque est revendiquée par le groupe Harakat al-Chabab al-Moudjahidin,. Nalayeh et Suleiman s'étaient mariés en novembre 2018 à Nairobi, d'après la sœur de Nalayeh. Mère de deux enfants, Nalayeh était enceinte au moment de sa mort.